# Kanton Amiens-5
 Amiens-5  is een kanton van het Franse departement Somme. Het kanton maakt deel uit van het arrondissement Amiens, en werd gevormd ingevolge het decreet van 26 februari 2014 met uitwerking op 22 maart 2015 met Amiens als hoofdplaats.

## Gemeenten
Het kanton omvat volgende gemeenten:
- Amiens (deel zuidzijde)
- Boves
- Cagny